# Associazione nazionale per la donna
L'associazione per la donna, o Associazione Nazionale per la donna fu la prima organizzazione italiana femminile. Fondata a Roma nel 1896 da un gruppo di donne, tra cui Elisa Agnini, Giacinta Martina Marescotti, Alina Albani, Virginia Nathan, Maria Montessori ed Eva De Vicentiis, fu tra le prime ad occuparsi dei diritti politici e civili delle donne. L'organizzazione pubblicò diversi articoli tra cui un opuscolo informativo intitolato L'oppressione legale della donna nel quale furono spiegati ed esaminati articoli di legge a beneficio delle donne. In particolare, fu data attenzione alle leggi che regolavano le relazioni familiari.
L'associazione fu sciolta in seguito alle rivolte del 1898 ma ristabilita nel 1900. Ebbe un ruolo fondamentale nello sviluppo dell'emancipazione in Italia e fu attiva fino all'avvento del Fascismo. Durante Prima guerra mondiale, sotto la guida di Alice Schiavoni Bosio, l'associazione gestì un servizio legale per i rifugiati. Nell'ottobre del 1917,organizzò il Convegno nazionale femminile a Roma che riunì tutte le organizzazioni femminili italiane con un programma di ampia riforma legislativa. Margherita Ancona presentò, durante la convenzione, un documento sullo stato del suffragio in Italia.
Nel 1920, c'erano filiali in tutta italia, ad aiutare le donne ad usare tutti i mezzi legali per godere degli stessi diritti degli uomini.
Altre donne attive nell'organizzazione furono Valeria Benetti Brunelli, Teresa Labriola, Anna Maria Mozzoni, Irma Melany Scodnik e Adelaide Albani Tondi.